# Stazione meteorologica di Castellamonte
La stazione meteorologica di Castellamonte è la stazione meteorologica di riferimento relativa alla località di Castellamonte.

## Coordinate geografiche
La stazione meteo si trova nell'Italia nord-occidentale, in Piemonte, in provincia di Torino, nel comune di Castellamonte, a 343 metri s.l.m. e alle coordinate geografiche 45°25′N 7°44′E.

## Dati climatologici
In base alla media trentennale di riferimento 1961-1990, la temperatura media del mese più freddo, gennaio, si attesta a +1,7 °C; quella del mese più caldo, luglio, è di +22,3 °C . Perciò, in base alla classificazione del climatologo tedesco Wladimir Köppen, Castellamonte ha un clima di tipo "Cfa" (temperato senza stagione secca e con estate calda).
| Castellamonte      | Mesi | Mesi | Mesi | Mesi | Mesi | Mesi | Mesi | Mesi | Mesi | Mesi | Mesi | Mesi | Stagioni | Stagioni | Stagioni | Stagioni | Anno |
| Castellamonte      | Gen  | Feb  | Mar  | Apr  | Mag  | Giu  | Lug  | Ago  | Set  | Ott  | Nov  | Dic  | Inv      | Pri      | Est      | Aut      | Anno |
| ------------------ | ---- | ---- | ---- | ---- | ---- | ---- | ---- | ---- | ---- | ---- | ---- | ---- | -------- | -------- | -------- | -------- | ---- |
| T. max. media (°C) | 6,7  | 9,5  | 11,3 | 15,3 | 21,5 | 26,2 | 28,9 | 28,0 | 24,1 | 17,7 | 11,9 | 7,8  | 8,0      | 16,0     | 27,7     | 17,9     | 17,4 |
| T. min. media (°C) | −3,3 | −1,3 | 0,3  | 6,2  | 10,0 | 13,6 | 15,7 | 15,4 | 12,3 | 7,3  | 1,8  | −1,7 | −2,1     | 5,5      | 14,9     | 7,1      | 6,4  |